# جاي ريان
جاي ريان (بالإنجليزية: Jay Ryan)‏ هو مصمم ملصقات ‏ أمريكي، ولد في 15 يونيو 1972.

## وصلات خارجية
- جاي ريان على موقع ميوزك برينز (الإنجليزية)
- جاي ريان على موقع ديسكوغز (الإنجليزية)